# Montego Bay Sports Complex
Het Montego Bay Sports Complex (ook wel Catherine Hall Sports Complex genoemd) is een multifunctioneel stadion in Montego Bay, een stad in Jamaica. In het stadion is plaats voor 7.000 toeschouwers. Het stadion werd geopend op 5 juni 2010.

## Gebruik
Het stadion wordt vooral gebruikt voor voetbalwedstrijden. De voetbalclub Montego Bay United FC (Seba) maakte gebruik van dit stadion, maar die club speelt nu in het WespoW Park stadion. Ook het nationale elftal van Jamaica speelt soms hier een internationale wedstrijd. In 2014 werd dit stadion gebruikt voor alle wedstrijden van de Caribbean Cup 2014. In 2015 werd het gebruikt voor het CONCACAF Kampioenschap onder 20 jaar.